# Jeff Van Drew
Jefferson H. Van Drew dit Jeff Van Drew, né le 23 février 1953 à New York, est un homme politique américain. D'abord membre du Parti démocrate, il est élu au sein de la Législature du New Jersey avant d'entrer à la Chambre des représentants des États-Unis et annonce changer de parti pour le parti republicain avec la présence de trump Lord'une conférence le 19 décembre . Il avait annoncé ça décembre 2019, depuis ce jour l'est continuellement et légalement le 7 janvier

## Biographie

### Carrière dans le New Jersey
Van Drew est dentiste et pompier volontaire. Il est successivement commissaire aux incendies, conseiller municipal, maire de Dennis Township et conseiller du comté de Cape May.
Après un premier échec, il est élu à l'Assemblée générale du New Jersey en 2002. Il est élu au Sénat du New Jersey en 2007 avec 56 % des voix face au républicain sortant Nick Asselta. Au sein de la législature, il représente le premier district législatif, pourtant plutôt républicain.

### Représentant des États-Unis
Lors des élections de 2018, le représentant républicain Frank LoBiondo n'est pas candidat à un nouveau mandat dans le 2e district du New Jersey. La circonscription du sud de l'État est un bastion de la classe ouvrière, qui a voté pour Barack Obama puis Donald Trump. Face à ce retrait, Van Drew annonce sa candidature à la Chambre des représentants des États-Unis, soutenu par l'establishment démocrate local qui voit d'un bon œil ses nombreuses réélections dans la partie la plus conservatrice du district. Van Drew remporte la primaire démocrate avec 55 % des voix, malgré les réticences de la gauche du parti qui le juge trop modéré. Il devient le favori de l'élection. Les sondages le donnent largement gagnant face au républicain Seth Grossman, abandonné par son parti pour ses propos racistes. En novembre, Van Drew est élu représentant avec 52 % contre 45 % pour Grossman, un score plus serré que prévu.
En novembre 2019, Van Drew annonce son opposition à la destitution de Donald Trump, tout en restant démocrate. Le mois suivant, la presse révèle que Van Drew envisage de changer de parti, notamment à la vue d'un sondage le donnant en mauvaise posture au sein de l'électorat démocrate en raison de sa position sur la destitution. Dans les jours qui suivent, l'essentiel de son équipe démissionne. Van Drew officialise son changement d'affiliation le lendemain du vote sur la destitution, lors d'une rencontre avec Donald Trump à la Maison-Blanche. La veille, il était l'un des deux seuls démocrates à voter contre la destitution du président républicain. Ses chances de succès dans une primaire républicaine sont toutefois mises en doute : le représentant a voté à 90 % contre les mesures soutenues par Trump et soutenait jusqu'alors Cory Booker pour l'élection présidentielle de 2020. Avec le soutien du président républicain, il remporte très largement la primaire républicaine du 7 juillet 2020, avant de remporter l'élection générale contre la démocrate Amy Kennedy.
Toujours sous les couleurs du parti républicain, il est confortablement réélu en 2022 et en 2024,.

## Positions politiques
À la Législature du New Jersey, Van Drew s'oppose au mariage homosexuel, à l'augmentation du salaire minimum, aux régulations environnementales et au contrôle des armes à feu.